# Oximether
Oximether (gesprochen: Oxim-ether) sind organische chemische Verbindungen, die sich von den Oximen mit der funktionellen Gruppe C=N–OH ableiten, indem das Wasserstoffatom der Hydroxygruppe durch einen Alkylrest substituiert ist. Die Verbindungen sind – trotz ihres Namens – keine Ether, da keine Sauerstoffbrücke zwischen zwei Kohlenstoffatomen vorhanden ist.

## Herstellung

Halogenalkane (X = Cl, Br) und Oxime reagieren zu Oximether und Nitron (rechts).

Oximether werden aus Oximen (Aldoximen oder Ketoximen) und Halogenalkanen oder Alkylsulfaten synthetisiert. Als Nebenprodukte bilden sich durch N-Alkylierung Nitrone. Die relative Ausbeute an Oximether und Nitron hängt von den Reaktionsbedingungen und Reagenzien ab. So bildet anti-Benzaloxim (Oxim des Benzaldehyds) vorwiegend Nitrone, während das syn-Isomer vorwiegend zum Oximether reagiert.
Setzt man Silbersalze von Oximen mit Alkyliodiden in Ether oder Alkohol um, erhält man fast ausschließlich Oximether, Nitrone entstehen dabei nicht. Bei der Umsetzung von Aldoximen mit Diazomethan als Methylierungsmittel erhält man Gemische aus O-Methyloximen und Methylnitronen. Aus Oximen und Oxiranen erhält man unter Öffnung das Oxiran-Ringes O-(2-Hydroxyalkyl)-oxime.